# Gustav von Kramsta
Christian Gustav von Kramsta – (ur. 1815, zm. 1869) – przemysłowiec, ze śląskiej rodziny Kramsta, drugi syn Georga Gottloba Kramsta oraz jego żony Krystyny Doroty Krebs; z wykształcenia prawnik.
Już jako młody chłopak pełnił ważne funkcje w rodzinnej spółce C.G. Kramsta & Söhne (Kramsta i Synowie) założonej przez jego ojca.  Poza przemysłem włókienniczym, który był rozwijany w okolicach Świebodzic, Christian Gustav zaangażował rodzinny kapitał w Zagłębiu Dabrowskim. Za 320 tys. rubli kupił od Romanii z Rutowskich Mycielskiej dobra gzichowskie (Małobądz, Pogoń, Sosnowiec i Bolesław), zaraz potem od Jacka Siemieńskiego za 600 tys. rubli Zagórze, Klimontów, Niwkę i Dańdówkę. Wraz z Zagórzem przejął Hutę Jadwigę przemianowaną potem na „Paulina”. W 1864 uruchomił hutę cynku „Emma” oraz fabrykę bieli cynkowej na terenach Pogoni. Do połowy lat 70 XIX zaangażowanie von Kramsty było największe w hutnictwie cynku – w 1874 r. na ogólną ilość 4100 ton wyprodukowanego w Królestwie cynku, 61,82% przetopiono w należących do niego hutach „Paulina” i „Romaria”. Gustav był też właścicielem m.in. kopalń węgla w Zagórzu, Ostrej Górce, Niwce, kopalni galmanu w Bolesławiu, fabryki bieli i walcowni blachy cynkowanej w Sosnowcu oraz huty w Zagórzu.
W 1841 r. został pruskim radcą handlowym. 30 lipca 1862 r. uzyskał pruski tytułu szlachecki.
Christian Gustav von Kramsta zmarł 13 grudnia 1869 r. Pochowany został w rodzinnym grobowcu na terenie cmentarza komunalnego w Świebodzicach noszącym wtedy nazwę Freiburg.

## Życie prywatne
Z żoną Marie Emilie Pauline z domu Schmidt (1810—1880) mieli trójkę dzieci: dwóch synów i córkę:
- Christian Georg von Kramsta * 12.11.1842 ⚭ 16.09.1879 Emma Pauline Scheibler († 14.06.1901),
- Pauline von Kramsta (* 18.10.1845) ⚭ Mortimer von Johnston (1839–1909),
- Gustav Egmont von Kramsta.